# The Americanization of Emily
 The Americanization of Emily és una comèdia satírica estatunidenca dirigida el 1963 per Arthur Hiller, estrenada l'any següent.
Sàtira antimilitarista, amb un excés de diàlegs, però ben fornida d'agudes disquisicions al voltant de la guerra, la moral i els generals. L'abast del seu contingut és, però, limitat per una gris posada en escena. L'excel·lent treball dels actors salva en part la insuficiència de la pel·lícula, sense èxit comercial.

## Argument
Per Charles Madison, cínic comandant de l'exèrcit americà, la guerra és una manera de fer diners. Acaba d'arribar a Londres, on coneix Emily, atractiva i jove vídua de la que acabarà enamorant-se.
Però Emily té una norma: només fa l'amor amb soldats valents que van al capdavant i que amb certesa absoluta, moriran.

## Repartiment
- James Garner: el tinent Charles Edward Madison
- Julie Andrews: Emily Barham
- Melvyn Douglas: l'almirall William Jessup
- James Coburn: el capità de corbeta Paul "Bus" Cummings
- Joyce Grenfell: Madame Barham
- Liz Fraser: Sheila, una dona soldat

## Nominacions
- 1965. Oscar a la millor fotografia per Philip H. Lathrop
- 1965. Oscar a la millor direcció artística per George W. Davis, Hans Peters, Elliot Scott, Henry Grace i Robert R. Benton
- 1965. BAFTA a la millor actriu per Julie Andrews